# Bobbie Rosenfeld
Fanny ("Bobbie") Rosenfeld, född 28 december 1904 i Jekaterinoslav, Kejsardömet Ryssland (Dagens Dnipro i Ukraina, död 13 november 1969 i Toronto, var en kanadensisk friidrottare.
Rosenfeld blev olympisk mästare på 4 x 100 meter vid olympiska sommarspelen 1928 i Amsterdam.